# 机器卫兵
机器卫兵在变形金刚玩具系列中是一支以救援、搜索、救护为主的5人部队。他们可以变形成各种民用服务或救急类交通工具，并组合成守护神。他们的宿敌是霸天虎的战车队。

## G1動畫

### 成員
- 热点(Hot Spot)

他变形成一辆三菱FUSO的消防车以及守护神的躯干部分。作为战士，热点精力充沛，作为首领，他在以身作则的同时也要求手下们与他一样充满干劲。他的座右铭是：“流水不腐，户枢不蠹。”
- 刀刃(Blades)

他变形成一架UH-1依洛魁多用途直升机以及守护神的右臂。刀刃是一个喜欢肉搏战的“粗鲁而顽强”的战士，为此他和其他更爱和平的机器卫兵们常有不和。他的座右铭是：“战争是一场肮脏的游戏，而我是个肮脏的玩家。”
- 大街(Streetwise)

变形为一辆尼桑300ZX警车，为守护神形态的左腿。正如他的名字一样，他是一个熟悉并善于利用街区状况的尽职执法者。他的座右铭是：“在行动之前要弄清楚自己的处境”
- 车轴(Groove)

他变形为一辆本田金翼GL1200摩托车以及守护神的右腿。车轴是一个坚定不移的和平主义者，他痛恨一切暴力。他的座右铭是:「战争是一个无解的问题。」
- 急救员(First Aid)

他变形为一辆丰田海狮救护车以及守护神的左手。急救员立志帮助和拯救生命，他痛恨看到任何机器受到哪怕一点伤害，无论该机器是否具有生命。他的座右铭是：“一分维护胜过十分修理。”

### 劇情表現
与飞行太保、战车队、飞虎队这些大电影前出现的组合金刚们不同，机器卫兵是唯一没有交代其出处的组合金刚。他们的第一次亮相是在“混天豹的复仇”中，并且没有重点描述，也没有组合。在“胖娃”中，机器卫兵出场并组合成了守护神，击败了战车队组合成的混天豹。当混天豹被诈骗修好后（他把其同伴的零件出售了），守护神再次组合并与混天豹展开较量。但是附近的人类利用机器人胖娃使守护神解体，并险些战败。（动画里是混天豹发射了干扰炮打中守护神后使其解体的）。
有趣的是，机器卫兵是唯一拥有自己基地的组合金刚部队，他们居住在方舟附近的城市中的一座被改造的建筑里。在第二季和第三季中，机器卫兵的任务是帮助饱受狂博派战争以及其带来的犯罪之苦的当地人类。当然，他们也经常参加地球和赛博坦上的战斗，包括一次对被红蜘蛛的鬼魂激活的宇宙大帝的头颅的调查。
守护神在动画中最大的影响是失去了他们的医生—困惑的急救员。救护车在大电影中牺牲之后，急救员毫无疑问的承担起汽车人首席医疗官的重担。这也导致了守护神在第三季“最终武器”中最突出的一次亮相，在那一集中，急救员没有成功阻止诈骗偷走了猛大帅的变形齿轮。之后，他引咎辞职，剩下的四名机器卫兵队员只能继续战斗，甚至在面对飞天虎时，他们也只能组合成只有一条胳膊的守护神。最后，汽车人偷回了猛大帅的齿轮，热点说服了急救员重新回归，因为只有他懂得如何把齿轮重新安装回猛大帅体内。重新安装好齿轮后，猛大帅打败了鐵甲龍，而机器卫兵又重新团结在了一起。
在第三季的最后两集“擎天柱归来”里，补天士命令守护神断后，自己可以带领手下去夺回擎天柱的身体。不幸的是，这是一个陷阱。通天晓和飞行太保被感染上了疯狂病，为了保存能量避免无谓的战斗，守护神解散成机器卫兵，在昔日战友大无畏的追击下选择了撤退。之后守护神在人类城市附近的一座大桥上疏散人群时曾尝试着不过一切的和大无畏保持距离，但是他最终失败了。大无畏不但成功感染上了守护神，还使其解体，并且让机器卫兵队员开始自相残杀。最后，复活的擎天柱释放了领导模块的能量，治愈了所有被感染的人，终结了病毒。
机器卫兵最后一次亮相是在第四季，他们尝试协助通天晓阻止惊破天，但最后他们失败并被击倒。之后，我们猜想随着赛博坦黄金时代的来临，他们应该会和通天晓一起被修理好。